# Света Параскева (Скалохори)
Вижте пояснителната страница за други значения на Света Параскева.
„Света Параскева“ (на гръцки: Αγίας Παρασκευής) е възрожденска православна църква в населишкото село Скалохори (Чърчища), Егейска Македония, Гърция, част от Сисанийската и Сятищка епархия.

## Местоположение
Църквата е гробищен храм, разположен на хълм на 1 km югоизточно от Скалохори.

## История
Построена е на хълм в 1859 година. Изгорена е от германците по време на Втората световна война и възстановена в 1960 година по инициатива на отец Томас Папатанасиу.